# Igor Gomes
Igor Silveira Gomes, noto semplicemente come Igor Gomes (São José do Rio Preto, 17 marzo 1999), è un calciatore brasiliano, centrocampista dell'Atlético Mineiro.

## Caratteristiche tecniche
Trequartista molto tecnico, è considerato uno dei migliori prospetti del San Paolo e viene paragonato adagli addetti ai lavori a Kaká.

## Carriera

### Club
Cresciuto nel settore giovanile del San Paolo, ha esordito in prima squadra il 26 novembre 2018 disputando l'incontro di Campeonato Brasileiro Série A pareggiato 0-0 contro lo Sport Recife.

### Nazionale
Con la Nazionale Sub-20 brasiliana ha preso parte al Sudamericano Sub-20 2019.

## Statistiche

### Cronologia presenze e reti in nazionale
| Cronologia completa delle presenze e delle reti in nazionale ― Brasile under 20 | Cronologia completa delle presenze e delle reti in nazionale ― Brasile under 20 | Cronologia completa delle presenze e delle reti in nazionale ― Brasile under 20 | Cronologia completa delle presenze e delle reti in nazionale ― Brasile under 20 | Cronologia completa delle presenze e delle reti in nazionale ― Brasile under 20 | Cronologia completa delle presenze e delle reti in nazionale ― Brasile under 20 | Cronologia completa delle presenze e delle reti in nazionale ― Brasile under 20 | Cronologia completa delle presenze e delle reti in nazionale ― Brasile under 20 |
| Data                                                                            | Città                                                                           | In casa                                                                         | Risultato                                                                       | Ospiti                                                                          | Competizione                                                                    | Reti                                                                            | Note                                                                            |
| ------------------------------------------------------------------------------- | ------------------------------------------------------------------------------- | ------------------------------------------------------------------------------- | ------------------------------------------------------------------------------- | ------------------------------------------------------------------------------- | ------------------------------------------------------------------------------- | ------------------------------------------------------------------------------- | ------------------------------------------------------------------------------- |
| 19-1-2019                                                                       | Rancagua                                                                        | Colombia under 20                                                               | 0 – 0                                                                           | Brasile under 20                                                                | Sudamericano Sub-20 2019 - 1º turno                                             | -                                                                               | 65’                                                                             |
| 21-1-2019                                                                       | Rancagua                                                                        | Brasile under 20                                                                | 2 – 1                                                                           | Venezuela under 20                                                              | Sudamericano Sub-20 2019 - 1º turno                                             | -                                                                               | 34’ 90+3’                                                                       |
| 23-1-2019                                                                       | Rancagua                                                                        | Cile under 20                                                                   | 1 – 0                                                                           | Brasile under 20                                                                | Sudamericano Sub-20 2019 - 1º turno                                             | -                                                                               | 61’                                                                             |
| Totale                                                                          |                                                                                 | Presenze                                                                        | 3                                                                               |                                                                                 | Reti                                                                            | 0                                                                               |                                                                                 |

## Palmarès

### Club

#### Competizioni statali
- Campionato mineiro: 3

Atletico Mineiro: 2023, 2024, 2025